# ヤン2世 (オシフィエンチム公)
ヤン2世（Jan II oświęcimski, 1344年/1351年頃 - 1376年2月19日）は、オシフィエンチム公（在位：1372年 - 1376年）。ヤン1世スホラスティクの一人息子。

## 生涯
1372年9月29日に父が死ぬと同時に、ヤン2世はオシフィエンチム公国の単独統治者となった。公国の継承は同年10月9日、宗主権者であるボヘミア王ヴァーツラフ4世（ヴェンツェル）によって正式な承認を受けている。しかしこの時、ヤン2世は自分の相続人に従叔父のチェシン公プシェミスワフ1世ノシャクを指名せねばならなかった。これはヤン2世に既に同名の息子ヤン3世が生まれている事実を無視してなされたものだった。おそらくヤン1世の時と同様、ヤン3世は将来、聖職者となることが定められていたのだろう。
ヤン2世の治世中、公国はほぼずっと財政難に悩まされた。これは聖職者だった父が還俗後もクラクフのスコラ学者の聖職禄を違法に詐取していたことに関して、その補償金の支払いに追われたためであった。ヤン2世の治世について、その他のことはよく分からない。1376年（1375年とも言われる）に亡くなり、オシフィエンチムのドミニコ会の教会に埋葬された。

## 子女
1366年までにブジェク公ルドヴィク1世の娘ヤドヴィガ（1351年 - 1385年）と結婚し、3人の子女をもうけた。
1. ヤン3世（1366年 - 1405年8月19日）
2. アンナ（1366年頃 - 1440年9月6日/1454年4月12日） - 1396年にプタ2世・ス・チャストロヴィツと初婚、1412年以前に公爵アレクサンデル某と再婚。最初の結婚でもうけた息子のプタ3世・ス・チャストロヴィツは、後にジェンビツェ公となった。
3. カタジナ（1367年頃 - 1403年11月5日）

| 先代 ヤン1世スホラスティク | オシフィエンチム公 1372年 - 1376年 | 次代 ヤン3世 |